# Viktorija Mazur
Viktorija Oleksiïvna Mazur (in ucraino Вікторія Олексіївна Мазур?; Luhans'k, 15 ottobre 1994) è un'ex ginnasta ucraina.

## Biografia
Mazur ha iniziato a praticare la ginnastica ritmica all'età di sei anni, e a undici anni ha cominciato ad allenarsi a Kiev presso la scuola Deriugina. Ha debuttato a livello internazionale nel 2008 partecipando agli Europei juniores di Torino, vincendo la medaglia di bronzo nella gara a squadre.
Nel 2011 partecipa da senior ai Mondiali di Montpellier vincendo ancora la medaglia di bronzo nella gara a squadre. In seguito ha preso parte alle Olimpiadi di Londra 2012 arrivando quinta con la squadra dell'Ucraina. Ai campionati europei di Vienna 2013 giunge al secondo posto nella gara a squadre insieme ad Hanna Rizatdinova e Alina Maksymenko. Quindi partecipa alle Universiadi di Kazan' vincendo, con la squadra ucraina, la medaglia d'argento nell'all-around e due bronzi nelle 10 clavette e nell'esercizio ai 2 nastri/3 palle. Mazur conclude poi un'annata particolarmente ricca di medaglie con un altro bronzo nelle 10 clavette agli Europei di Kiev.
A partire dal 2014 inizia a gareggiare più stabilmente da ginnasta individualista. Dopo i Mondiali di Pesaro 2017 annuncia il suo ritiro dall'attività agonistica.

## Palmarès
- Campionati mondiali di ginnastica ritmica

Montpellier 2011: bronzo nella gara a squadre.
Kiev 2013: bronzo nelle 10 clavette.
Smirne 2014: bronzo nella gara a squadre.
Stoccarda 2015: bronzo nella gara a squadre.
- Campionati europei di ginnastica ritmica

Torino 2008: bronzo nella gara a squadre (junior).
Vienna 2013: argento nella gara a squadre.
Minsk 2015: bronzo nella gara a squadre.
- Universiadi

Kazan' 2013: argento nell'all-around a squadre, bronzo nelle 10 clavette e nei 2 nastri / 3 palle.